# Michael Bisping
Michael Bisping (Nicosia, 28 de febrero de 1979) es un artista marcial mixto retirado, actor, comentarista y analista deportivo británico. Compitió en la categoría de peso mediano de UFC. Competidor profesional desde 2004, fue una vez Campeón Peso Mediano de UFC, ex Campeón Peso Semipesado de Cage Rage y ganador peso semipesado de The Ultimate Fighter 3. En UFC 78, se convirtió en el primer peleador inglés en competir en un evento principal de UFC y en UFC 199 se convirtió en el primer inglés en ganar un título dentro de la compañía. En 2019 se le incluyó en el Salón de la Fama de UFC.

## Primeros años
Nació el 28 de febrero de 1979, en una base militar británica de Nicosia (Chipre), pero se mudó a East Yorkshire (Reino Unido). En 1994, a la edad de 15 años, compitió como amateur en "Knock Down Sport Budo" (KSBO), organizado por Davies.
A los 18 años, decidió abandonar su entrenamiento en artes marciales "para seguir con la vida real". En menos de un año comenzó a entrenar kickboxing y kárate en el consejo de Allan Clarkin, propietario de Black Knights Kickboxing, MMA, Combat Sambo, Gimnasio Burnley, que vio potencial en el joven luchador. Tuvo una carrera corta, pero exitosa en kickboxing, ganando el título del Noroeste y luego el Pro luz de peso pesado británico título de kickboxing. 
Después de dejar de fumar, volvió brevemente a la competición en 1998, Bisping regresó a kickboxing para ganar el título de peso pesado británico Pro luz por segunda vez. Poco después de ganar su segundo título de kickboxing, se vio obligado a abandonar su formación a tiempo completo para un "trabajo real". 
Bisping trabajó en fábricas, mataderos y como tapicero, cartero, alicatador, yesero, vendedor ambulante de doble acristalamiento, operativo en la línea de producción haciendo barbacoas en Rectella en Clitheroe, así como DJ, con relativo éxito en la escena del club del noroeste.

## Carrera como artista marcial mixto

### Ultimate Fighting Championship

#### Baja al peso medio
En su primera pelea en las 185 libras, se enfrentó a Charles McCarthy el 19 de abril de 2008 en UFC 83. Bisping ganó la pelea por nocaut técnico cuando McCarthy sufrió una lesión en el brazo.
En su segunda pelea, se enfrentó a Jason Day el 7 de junio de 2008 en UFC 85. Ganó la pelea por nocaut técnico en la primera ronda. En octubre del mismo año, Bisping derrotó a Chris Leben en UFC 89 por decisión unánime.
Ya en 2009, se enfrentó a Dan Henderson el 11 de julio de 2009 en UFC 100. Perdió por un devastador nocaut en la segunda ronda. En noviembre, Bisping derrotó a Denis Kang en UFC 105 por nocaut técnico en la segunda ronda. Tras el evento, ambos peleadores ganaron el premio a la Pelea de la Noche.
Bisping se enfrentó a Wanderlei Silva el 20 de febrero de 2010 UFC 110. Bisping perdió la pelea por decisión unánime.
Bisping se enfrentó a Dan Miller el 29 de mayo de 2010 en UFC 114. Bisping ganó la pelea por decisión unánime.
El 16 de octubre de 2010, Bisping se enfrentó a Yoshihiro Akiyama el 16 de octubre de 2010 en UFC 120. Bisping ganó la pelea por decisión unánime. Tras el evento, ambos peleadores ganaron el premio a la Pelea de la Noche.
Bisping derrotó a Jorge Rivera el 27 de febrero de 2011 en UFC 127 por nocaut técnico en la segunda ronda.
El 3 de diciembre de 2011, Bisping se enfrentó a Jason Miller en The Ultimate Fighter 14 Finale. Bisping ganó la pelea por nocaut técnico en la tercera ronda.
Bisping se enfrentó a Chael Sonnen el 28 de enero de 2012 en UFC on Fox 2. Bisping perdió la pelea por decisión unánime.
Bisping se enfrentó a Brian Stann el 22 de septiembre de 2012 en UFC 152. Bisping ganó la pelea por decisión unánime.
En el primer evento de UFC del 2013, Bisping se enfrentó a Vitor Belfort en UFC on FX 7. Bisping perdió la pelea por nocaut técnico en la segunda ronda.
Bisping se enfrentó a Alan Belcher el 27 de abril de 2013 en UFC 159. Bisping ganó la pelea por decisión técnica unánime debido a que Belcher sufrió un piquete en el ojo.
Tras casi un año de inactividad, Bisping volvió el 16 de abril de 2014 donde se enfrentó a Tim Kennedy en UFC Fight Night 40. Bisping perdió la pelea por decisión unánime.
El 23 de agosto de 2014, Bisping se enfrentó a Cung Le en UFC Fight Night 48. Bisping ganó la pelea por nocaut técnico en la cuarta ronda. Tras el evento, Bisping obtuvo el premio a la Actuación de la Noche.
Bisping se enfrentó a Luke Rockhold el 8 de noviembre de 2014 en UFC Fight Night 55. Bisping perdió la pelea por sumisión en la segunda ronda.
El 25 de abril de 2015, Bisping se enfrentó a C.B. Dollaway en UFC 186. Bisping ganó la pelea por decisión unánime.
El 18 de julio de 2015, Bisping se enfrentó a Thales Leites en UFC Fight Night 72. Bisping ganó la pelea por decisión dividida.
Bisping se enfrentó a Anderson Silva el 27 de febrero de 2016 en UFC Fight Night 84. Bisping ganó la pelea por decisión unánime. Tras el evento, ambos peleadores ganaron el premio a la Pelea de la Noche.
El 4 de junio de 2016, y con solo 2 semanas de anticipación, Bisping se enfrentó a Luke Rockhold por el campeonato de peso medio de UFC en UFC 199. Bisping ganó la pelea por nocaut en la primera ronda, convirtiéndose así en el nuevo campeón y ganando el premio a la Actuación de la Noche.
Bisping se enfrentó a Dan Henderson en una revancha el 8 de octubre de 2016, en UFC 204. Bisping ganó la pelea por decisión unánime (48-47, 48-47, 49-46) y mantuvo el campeonato de peso medio de UFC. Ambos combatientes fueron galardonados con el premio a Pelea de la Noche.
El 1 de marzo de 2017, mientras estaba en el SportsCenter, Dana White anunció que la próxima defensa del título de Bisping sería contra el regreso (el excampeón wélter de UFC) Georges St-Pierre en algún momento de 2017. Sin embargo, el 11 de mayo de 2017, White anunció que la pelea había sido cancelada. UFC y Bisping querían pelear en UFC 213, como parte de la Semana Internacional de Lucha en Las Vegas, pero St-Pierre anunció en su página de Instagram que necesitaba más entrenamiento para alcanzar el peso de 185 libras y que no estaría listo para pelear hasta noviembre. El combate finalmente tuvo lugar el 4 de noviembre de 2017 en el evento principal de UFC 217. Bisping perdió la pelea a través de sumisión técnica en la tercera ronda.
Tres semanas después de perder su campeonato ante GSP, Bisping aceptó reemplazar a Anderson Silva y enfrentar a Kelvin Gastelum el 25 de noviembre del 2017 en UFC Fight Night: Bisping vs. Gastelum y perdió por KO en el primer asalto.
El 28 de mayo de 2018, Bisping anunció oficialmente su retiro de las competiciones de MMA.

## Carrera como actor
Fuera de MMA, ya sea como peleador o comentarista, Bisping también se ha desempeñado como actor. El 6 de abril de 2016, anunció que había conseguido un papel en la película XXX: Return of Xander Cage. Más tarde ese mes, reveló que es fanático de la serie de televisión Twin Peaks y que había obtenido un pequeño papel en la continuación de la serie de 2017. Interpretó a Roy Shaw en la película de drama deportivo My Name Is Lenny. Bisping también tuvo un breve cameo al final de la película de 2018 Den of Thieves.
En 2018, Bisping fue anunciado como uno de los cuatro presentadores de la serie de competencia de telerrealidad Hyperdrive, que se lanzaría en Netflix el 21 de agosto de 2019.
En noviembre de 2020, se anunció que Bisping desempeñaría el papel principal en una película de boxeo titulada The Journeyman.

## Vida personal
Su abuelo, Andrew (Andrzej), fue un noble polaco; y el resto de su ascendencia es inglesa. Después de la Segunda Guerra Mundial, el abuelo de Bisping se trasladó a Inglaterra. Su padre Jan estaba en el ejército británico. Bisping tiene tres hijos con su novia, Rebecca. Bisping tiene familia por todo el mundo, incluida en Alemania, Inglaterra, Irlanda y los Estados Unidos.
En 2017, un adolescente, Antonio Georgakopoulos, lo acusó ( y posteriormente demandó) de asalto, agresión y detención ilegal, hechos supuestamente ocurridos mientras ambos se encontraban en un gimnasio 24 horas el 31 de julio de 2017. 
Según la denuncia presentada, Bisping empezó a gitarle a Georgakopoulos después de que este recogiera unas pesas que Bisping estaba todavía usando. Bisping lo llamó “idiota”, “pequeño punk” y le gritó “¡no sabes quién soy!”. La querella también recoge que Bisping pasó del ataque verbal al plano físico al extender el brazo derecho y estrangular a Georgakopoulous dos o tres segundos sin permitirle respirar, ante numerosos testigos. El personal del gimnasio intervino para separar a ambos hombres.
Bisping reside en el Condado de Orange (California).

## Campeonatos y logros
- Ultimate Fighting Championship
  - Campeonato de Peso Medio de UFC (Una vez)
  - Una defensa titular exitosa
  - Ganador del The Ultimate Fighter 3 de Peso Semipesado
  - Pelea de la Noche (Cuatro veces)
  - Actuación de la Noche (Dos veces)
  - Primer peleador inglés en encabezar un evento (UFC 78)
  - Primer peleador no-americano en ganar The Ultimate Fighter

- Cage Rage Championships
  - Campeón de Peso Semipesado (Una vez)
  - Una defensa del título

- Cage Warriors Fighting Championship
  - Campeón de Peso Semipesado (Una vez)
  - Tres defensas del título

- World MMA Awards
  - Peleador Internacional del Año (2008 y 2012)

## Récords de artes marciales mixtas
| Resultado | Récord | Oponente          | Método                              | Evento                                | Fecha                    | Ronda | Tiempo | Localización            | Notas                                                                                      |
| --------- | ------ | ----------------- | ----------------------------------- | ------------------------------------- | ------------------------ | ----- | ------ | ----------------------- | ------------------------------------------------------------------------------------------ |
| Derrota   | 30–9   | Kelvin Gastelum   | KO (golpe)                          | UFC Fight Night: Bisping vs. Gastelum | 25 de noviembre de 2017  | 1     | 2:30   | Shanghái, China         |                                                                                            |
| Derrota   | 30–8   | Georges St-Pierre | Sumisión técnica (rear-naked choke) | UFC 217                               | 4 de noviembre de 2017   | 3     | 4:23   | New York City, New York | Perdió el Campeonato de Peso Medio de UFC; Pelea de la Noche.                              |
| Victoria  | 30–7   | Dan Henderson     | Decisión (unánime)                  | UFC 204                               | 8 de octubre de 2016     | 5     | 5:00   | Manchester              | Defendió el Campeonato de Peso Medio de UFC; Pelea de la Noche.                            |
| Victoria  | 29–7   | Luke Rockhold     | KO (golpes)                         | UFC 199                               | 4 de junio de 2016       | 1     | 3:36   | Inglewood, California   | Ganó el Campeonato de Peso Medio de UFC; Actuación de la Noche.                            |
| Victoria  | 28–7   | Anderson Silva    | Decisión (unánime)                  | UFC Fight Night: Silva vs. Bisping    | 27 de febrero de 2016    | 5     | 5:00   | Londres                 | Pelea de la Noche.                                                                         |
| Victoria  | 27–7   | Thales Leites     | Decisión (dividida)                 | UFC Fight Night: Bisping vs. Leites   | 18 de julio de 2015      | 5     | 5:00   | Glasgow                 |                                                                                            |
| Victoria  | 26–7   | C.B. Dollaway     | Decisión (unánime)                  | UFC 186                               | 25 de abril de 2015      | 3     | 5:00   | Montreal                |                                                                                            |
| Derrota   | 25–7   | Luke Rockhold     | Sumisión (guillotine choke)         | UFC Fight Night: Rockhold vs. Bisping | 8 de noviembre de 2014   | 2     | 0:57   | Sídney                  |                                                                                            |
| Victoria  | 25–6   | Cung Le           | TKO (rodillazo y golpes)            | UFC Fight Night: Bisping vs. Le       | 23 de agosto de 2014     | 4     | 0:57   | Macao                   | Actuación de la Noche.                                                                     |
| Derrota   | 24–6   | Tim Kennedy       | Decisión (unánime)                  | UFC Fight Night: Bisping vs. Kennedy  | 16 de abril de 2014      | 5     | 5:00   | Quebec City             |                                                                                            |
| Victoria  | 24–5   | Alan Belcher      | Decisión técnica (unánime)          | UFC 159                               | 27 de abril de 2013      | 3     | 4:29   | Newark, Nueva Jersey    |                                                                                            |
| Derrota   | 23–5   | Vitor Belfort     | TKO (patada a la cabeza y golpes)   | UFC on FX: Belfort vs. Bisping        | 19 de enero de 2013      | 2     | 1:27   | São Paulo               | Pérdida de la visión del ojo derecho debido al TKO.                                        |
| Victoria  | 23–4   | Brian Stann       | Decisión (unánime)                  | UFC 152                               | 22 de septiembre de 2012 | 3     | 5:00   | Toronto                 |                                                                                            |
| Derrota   | 22–4   | Chael Sonnen      | Decisión (unánime)                  | UFC on Fox: Evans vs. Davis           | 28 de enero de 2012      | 3     | 5:00   | Chicago, Illinois       | Eliminatoria por el título.                                                                |
| Victoria  | 22–3   | Jason Miller      | TKO (rodillazos al cuerpo y golpes) | The Ultimate Fighter 14 Finale        | 3 de diciembre de 2011   | 3     | 3:34   | Las Vegas, Nevada       |                                                                                            |
| Victoria  | 21–3   | Jorge Rivera      | TKO (golpes)                        | UFC 127                               | 27 de febrero de 2011    | 2     | 1:54   | Sídney                  |                                                                                            |
| Victoria  | 20–3   | Yoshihiro Akiyama | Decisión (unánime)                  | UFC 120                               | 16 de octubre de 2010    | 3     | 5:00   | Londres                 | Pelea de la Noche.                                                                         |
| Victoria  | 19–3   | Dan Miller        | Decisión (unánime)                  | UFC 114                               | 29 de mayo de 2010       | 3     | 5:00   | Las Vegas, Nevada       |                                                                                            |
| Derrota   | 18–3   | Wanderlei Silva   | Decisión (unánime)                  | UFC 110                               | 20 de febrero de 2010    | 3     | 5:00   | Sídney                  |                                                                                            |
| Victoria  | 18–2   | Denis Kang        | TKO (rodillazos al cuerpo y golpes) | UFC 105                               | 14 de noviembre de 2009  | 2     | 4:24   | Mánchester              | Pelea de la Noche.                                                                         |
| Derrota   | 17–2   | Dan Henderson     | KO (golpe)                          | UFC 100                               | 11 de julio de 2009      | 2     | 3:20   | Las Vegas, Nevada       | Eliminatoria por el título.                                                                |
| Victoria  | 17–1   | Chris Leben       | Decisión (unánime)                  | UFC 89                                | 18 de octubre de 2008    | 3     | 5:00   | Birmingham              |                                                                                            |
| Victoria  | 16–1   | Jason Day         | TKO (golpes)                        | UFC 85                                | 7 de junio de 2008       | 1     | 3:42   | Londres                 |                                                                                            |
| Victoria  | 15–1   | Charles McCarthy  | TKO (lesión en el brazo)            | UFC 83                                | 19 de abril de 2008      | 1     | 5:00   | Montreal                | Debut en peso medio.                                                                       |
| Derrota   | 14–1   | Rashad Evans      | Decisión (dividida)                 | UFC 78                                | 17 de noviembre de 2007  | 3     | 5:00   | Newark, Nueva Jersey    |                                                                                            |
| Victoria  | 14–0   | Matt Hamill       | Decisión (dividida)                 | UFC 75                                | 8 de septiembre de 2007  | 3     | 5:00   | Londres                 |                                                                                            |
| Victoria  | 13–0   | Elvis Sinosic     | TKO (golpes)                        | UFC 70                                | 21 de abril de 2007      | 2     | 1:40   | Mánchester              | Pelea de la Noche.                                                                         |
| Victoria  | 12–0   | Eric Schafer      | TKO (golpes)                        | UFC 66                                | 30 de diciembre de 2006  | 1     | 4:24   | Las Vegas, Nevada       |                                                                                            |
| Victoria  | 11–0   | Josh Haynes       | TKO (golpes)                        | The Ultimate Fighter 3 Finale         | 24 de junio de 2006      | 2     | 4:14   | Las Vegas, Nevada       | Ganó el The Ultimate Fighter 3 de peso semipesado.                                         |
| Victoria  | 10–0   | Ross Pointon      | Sumisión (armbar)                   | CWFC: Strike Force 4                  | 26 de noviembre de 2005  | 1     | 2:00   | Coventry                | Defendió el Campeonato de Peso Semipesado de Cage Warriors.                                |
| Victoria  | 9–0    | Jakob Lovstad     | Sumisión (golpes)                   | CWFC: Strike Force 3                  | 1 de octubre de 2005     | 1     | 1:10   | Coventry                | Defendió el Campeonato de Peso Semipesado de Cage Warriors.                                |
| Victoria  | 8–0    | Miika Mehmet      | TKO (parada del equipo)             | CWFC: Strike Force 2                  | 16 de julio de 2005      | 1     | 3:01   | Coventry                | Defendió el Campeonato de Peso Semipesado de Cage Warriors.                                |
| Victoria  | 7–0    | Alex Cook         | Sumisión (guillotine choke)         | FX3: Xplosion                         | 18 de junio de 2005      | 1     | 3:21   | Reading                 |                                                                                            |
| Victoria  | 6–0    | Dave Radford      | TKO (golpes)                        | CWFC: Ultimate Force                  | 30 de abril de 2005      | 1     | 2:46   | Sheffield               | Ganó el Campeonato de Peso Semipesado de Cage Warriors.                                    |
| Victoria  | 5–0    | Mark Epstein      | KO (golpe)                          | Cage Rage 9                           | 27 de noviembre de 2004  | 3     | 4:43   | Londres                 | Defendió el Campeonato de Peso Semipesado de Cage Rage; más tarde el título quedó vacante. |
| Victoria  | 4–0    | Andy Bridges      | KO (golpe)                          | P & G 3: Glory Days                   | 7 de agosto de 2004      | 1     | 0:45   | Newcastle               |                                                                                            |
| Victoria  | 3–0    | Mark Epstein      | TKO (golpes y rodillazos)           | Cage Rage 7                           | 10 de julio de 2004      | 2     | 1:27   | Londres                 | Ganó el Campeonato de Peso Semipesado de Cage Rage.                                        |
| Victoria  | 2–0    | John Weir         | TKO (golpes)                        | UKMMAC 7: Rage & Fury                 | 30 de mayo de 2004       | 1     | 0:50   | Essex                   |                                                                                            |
| Victoria  | 1–0    | Steve Mathews     | Sumisión (armbar)                   | P & G 2: Battle of the Ages           | 10 de abril de 2004      | 1     | 0:38   | Newcastle               |                                                                                            |